# Burg Althornberg
Die Burg Althornberg ist eine abgegangene Höhenburg auf 786 m ü. NN in Triberg-Althornberg in Baden-Württemberg. Sie ist auf einem steil abfallenden Bergvorsprung über dem Fluss Gutach und gegenüber dem Ortsteil Niederwasser gelegen.

## Geschichte

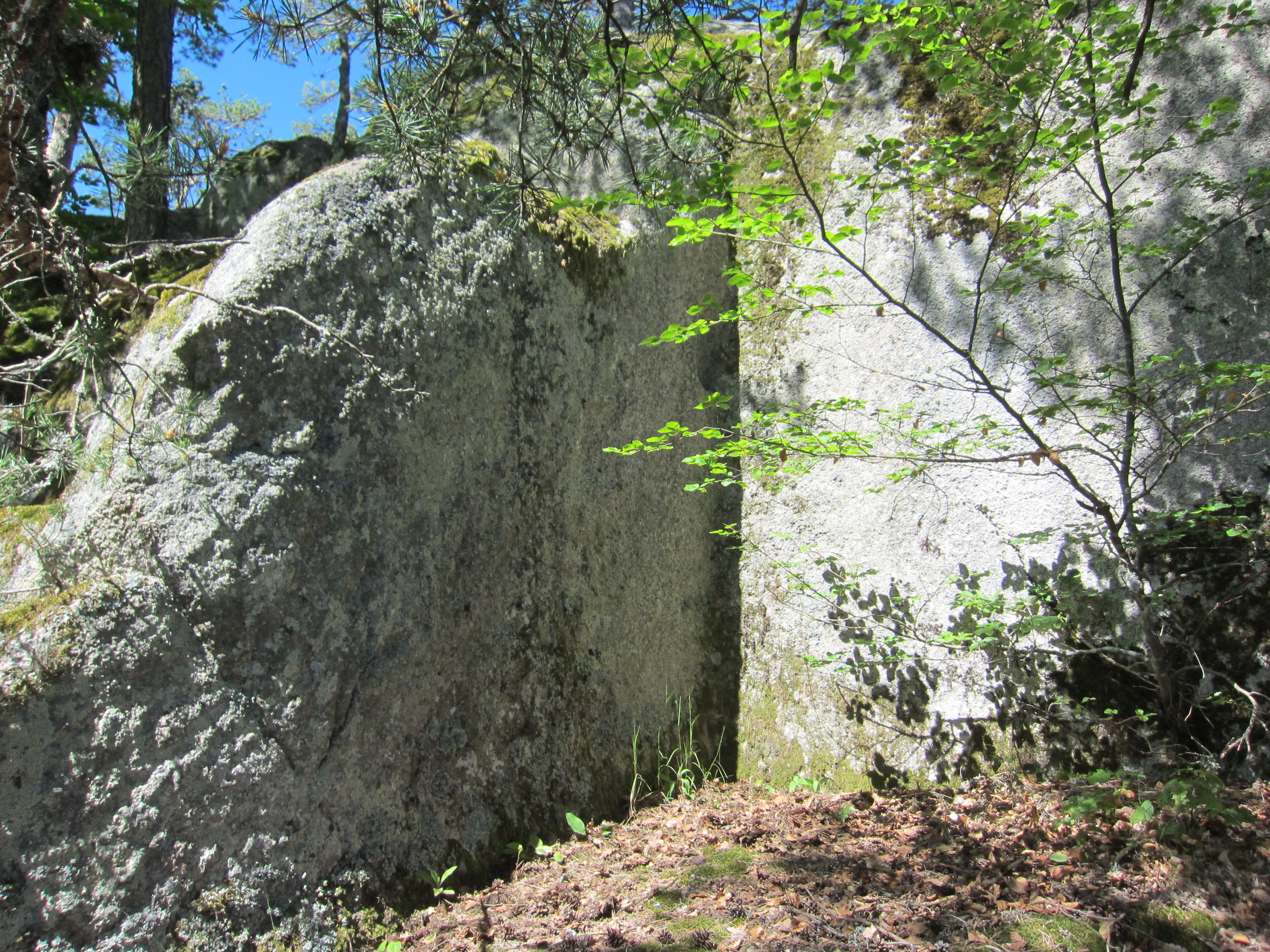
Felsenkammer

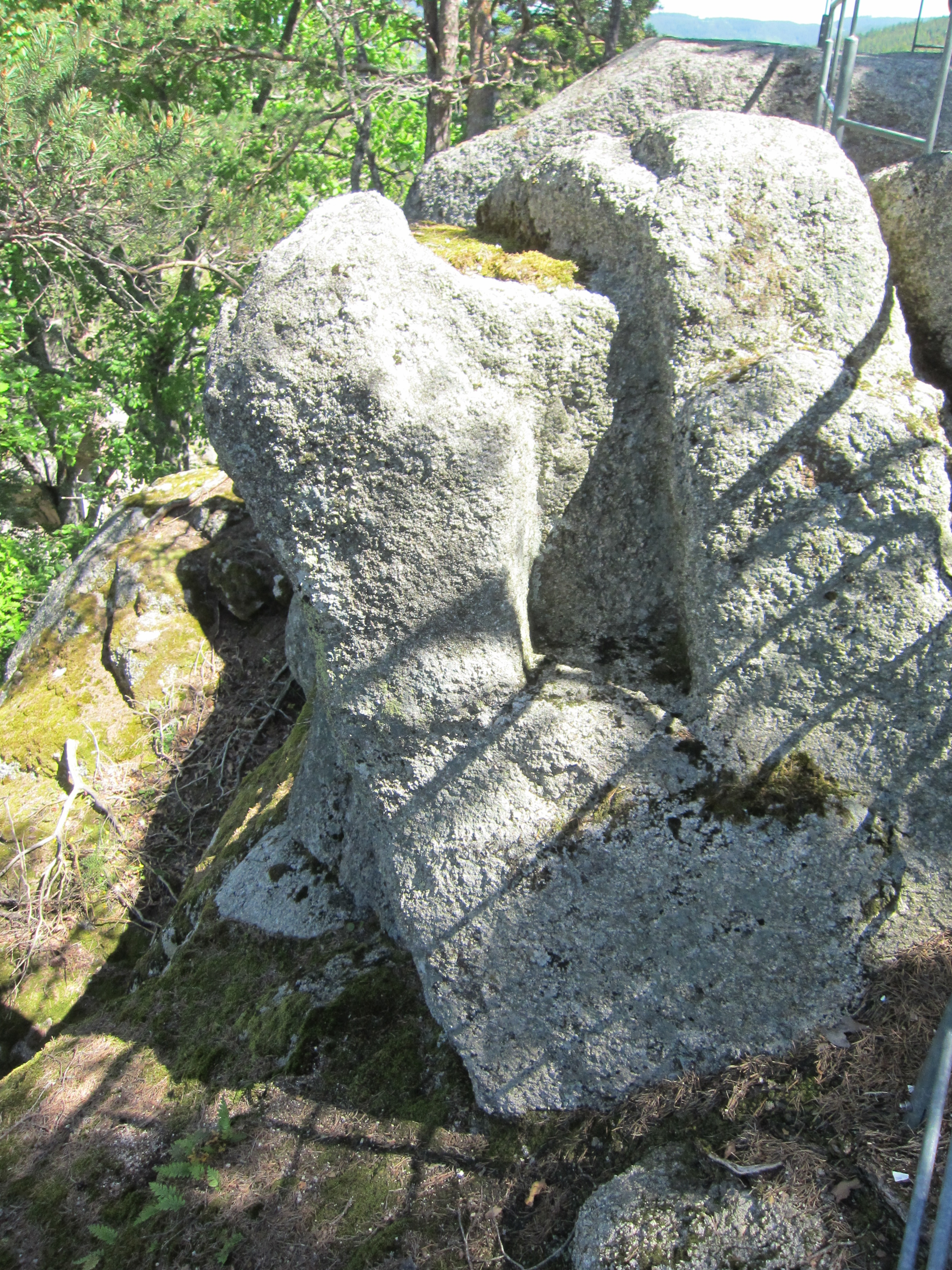
Balkenlager

Adalbert von Ellerbach gilt als der Erbauer der Burg (um 1100). Er nannte sich ab 1111 Freiherr von Hornberg.
Die Burg brannte im Zeitraum von 1430 bis 1440 ab. Allerdings wurde sie während des Dreißigjährigen Krieges von den Schweden noch besetzt und danach wieder angezündet.
Besitzer der Burg waren die Herren von Hornberg, Herren von Triberg, Grafen von Hohenberg und Habsburg. Von der ehemaligen Burganlage sind noch Balkenlager, eine Zisterne und eine Felsenkammer erhalten.

### Geleitstürme
An der Einmündung des Tiefenbachtals in das Schwanenbachtal erbauten die Herren von Hornberg einen bewohnbaren Turm (Geleitsturm), der auch den Zugang zur Burg deckte und damit ein vorgeschobener Wehrbau war. Außer einem Mauerrest sind von dieser Burg Tiefenbach keine Spuren mehr verblieben. Ein zweiter Geleitsturm wurde am nördlichen Ende der Herrschaft auf dem Turmerberg erbaut, wo die Handelsstraße kontrolliert werden konnte. Auch von dieser Burg Gutach haben sich Mauerreste erhalten.